# Amesha Spenta
Amesha Spenta (avestiska: 𐬀𐬨𐬆𐬱𐬀⸱𐬯𐬞𐬆𐬧𐬙𐬀 Aməša Spəṇta; ”odödliga välgörande”) är enligt Zarathustra ett obestämt antal metafysiska arketyper och transcendenta aspekter av Ahura Mazda, vilka i Yngre Avesta blir till självständiga gudomar eller ärkeänglar. I Avesta är de sju till antalet.

## Beteckningar
Termen amesha spenta förekommer i den liturgiska texten Yasna Haptanghaiti, där de räknas till sju: 
- Spenta Mainyu - "Det livgivande medvetandet"
- Asha Vahishta - ”Den bästa sanningen”
- Vohu Manah - ”Den goda tanken”
- Kshathra Vairya - ”Den önskade kraften”
- Spenta Armaiti - ”Den livgivande kärleken”
- Haurvatat - ”Fulländningen”
- Ameretat - ”Odödligheten”[2]

Tre av dem är grammatiskt sett maskulinum, tre är femininum och en är neutrum. I filosofisk och teologisk bemärkelse är de eviga, fullkomliga och könlösa. 

## Historisk utveckling
I Zarathustras Sånger representerar amesha spenta abstrakta begrepp och motsvarar särskilda mänskliga förmågor och egenskaper. Han räknar Spenta Mainyu (det livgivande medvetandet) som en "odödlig välgörande" men i senare zoroastrism ersätts denne av Ahura Mazda själv.
I zoroastrismen kom de att ersätta de gamla iranska gudarnas sociala funktioner och anknytning till de kosmiska elementen.
Amesha Spenta uppträder som självständiga gudomligheter i Yngre Avesta. I pahlavilitteraturen är de sex gudomligheter med distinkta funktioner och strider under Ahura Mazda mot den onde Ahriman. Här motsvaras också varje Amesha Spenta av en fientlig demon.
Amesha Spenta tillägnas var och en en dag, en månad och en högtid i den iranska kalendern.